# Pulfero
Pulfero (friülà Pulfar, eslovè Podbonesec) és un municipi italià, dins de la província d'Udine. Forma part de l'Eslàvia friülana. L'any 2007 tenia 1.095 habitants. Limita amb els municipis de Kobarid (Eslovènia), Faedis, San Pietro al Natisone, Savogna i Torreano. Segons el cens de 1971, el 76,5% de la població són eslovens.

## Fraccions
Antro/Landar, Biacis/Bijača, Brischis/Brišča, Calla/Kau, Cicigolis/Ščigla, Coliessa/Kolieša, Comugnero/Kamunjar, Cras/Kras, Erbezzo/Arbeč, Goregnavas/Gorenja Vas, Ialig/Jalči, Lasiz/Laze, Linder, Loch/Log, Mersino (nome collettivo degli abitati di: Bardo/Nabardo, Clin/Klin, Ierep/Jerebi, Iuretig/Juretiči, Marseu/Marsieli, Medves/Medvieži, Oballa/Obali, Pozzera/Pocera, Zorza/Žorži), Molino, Montefosca/Čarni Varh, Paceida/Pačejda, Pegliano/Ofijan (nome collettivo degli abitati di: Cedarmas/Čedarmaci, Cocianzi/Kočjanci, Dorbolò, Flormi/Floram, Parmizi, Sosgne/Šošnja, Stonder/Štonderi), Perovizza/Peruovca, Podvarschis/Podvaršč, Pulfero/Podbuniesac, Rodda (nome collettivo degli abitati di: Bizonta/Bizonti, Brocchiana/Bročjana, Buttera/Butera, Clavora/Klavora, Cranzove/Kranjcove, Domenis/Domejža, Lacove/Lahove, Oriecuia/Oriehuje, Ossiach/Ošjak, Pocovaz/Pokovac, Puller/Pulerji, Scubina/Skubini, Sturam, Tumaz/Tuomac, Uodgnach/Uodnjak, Zeiaz/Zejci, Spagnut/Podšpanjud, Specognis/Špehuonja, Spignon/Varh, Stupizza/Štupca, Tarcetta/Tarčet i Zapatocco/Zapatok

## Administració
| Període   | Identitat           | Partit      |
| --------- | ------------------- | ----------- |
| 2004-2014 | Piergiorgio Domenis | Centredreta |
| 2014-     | Camillo Melissa     | Centredreta |